# Kurnool (distrito)
O distrito de Kurnool é um distrito do estado indiano de Andra Pradexe. Tem uma área de 17.658 km².
Segundo o censo de 2001, este distrito tinha uma população de 3.512.266 habitantes e uma densidade populacional de 199 habitantes/km².
A sua capital é Kurnool.